# Janni Serra
Janni-Luca Serra (ur. 13 marca 1998 w Hanowerze) – niemiecki piłkarz występujący na pozycji napastnika. Wychowanek Hannoveru 96, w trakcie swojej kariery grał także w takich zespołach, jak Borussia Dortmund II, VfL Bochum oraz Holstein Kiel. Młodzieżowy reprezentant Niemiec.